# Fiez
Fiez je obec na západě Švýcarska v kantonu Vaud. Žije zde 448 obyvatel.

## Geografie
Fiez leží v nadmořské výšce 520 m, vzdušnou čarou 5 km severně od okresního města Yverdon-les-Bains. Obec se nachází na jižním úpatí Jury, na severním svahu údolí řeky Arnon.
Území obce o rozloze 6,8 km² je rozděleno na dvě části. Menší část tvoří území v blízkosti obce na úpatí Jury, které je na jihu ohraničeno tokem řeky Arnon. Druhá část obce se rozkládá jako exkláva na antiklinále masivu Chasseron. Ta zahrnuje severovýchodní část povodí potoka La Dénériaz, které je lemováno horami Chasseron (nejvyšší bod obce 1607 m n. m.), Crêt de la Neige (1457 m n. m.; shoda jmen s nejvyšší horou Jury stejného jména) a Roches Blanches (1470 m n. m.). Východně od Crêt de la Neige patří k Fiezu také sníženina La Grandsonne a výšina Les Cernets (1448 m n. m.). Zde se nacházejí rozsáhlé jurské vysokohorské pastviny s typickými mohutnými smrky, které zde stojí buď jednotlivě, nebo ve skupinách. V roce 1997 byla 3 % rozlohy obce pokryta zastavěnou plochou, 36 % lesy a lesními porosty, 60 % zemědělstvím a asi 1 % neproduktivní půdou.
K obci Fiez patří osada Vers chez Patthey (540 m n. m.) nad obcí a několik jednotlivých farem na masivu Chasseron. Sousedními obcemi jsou Bullet, Champagne, Fontaines-sur-Grandson, Giez, Grandson, La Côte-aux-Fées, Sainte-Croix a Val-de-Travers. Celá obec je součástí Švýcarského kulturního dědictví.

## Historie
Oblast obce byla osídlena již v římské době, což dokládá nález pozůstatků villy. První písemná zmínka o obci pochází z roku 885 a nese název Figiaco; název Fie se objevuje v roce 1228. Ve středověku patřil Fiez nejprve ke království Horní Burgundsko, poté k biskupství Lausanne a nakonec k panství Grandson. Darováním se vesnice dostala do vlastnictví benediktinského převorství Saint-Jean-Baptiste z Grandsonu, u kterého zůstala až do zavedení reformace. Páni z Grandsonu však nadále drželi světskou správu. Po roce 1476 se Grandson stal poddanským městem pod společným panstvím Bernu a Fribourgu. Po pádu Staré konfederace patřila obec v letech 1798–1803 v období Helvétské republiky ke kantonu Léman, který byl po vstupu v platnost mediační ústavy začleněn do kantonu Vaud. Do konce roku 1996 byla obec součástí okresu Grandson, od roku 1997 se stala částí nového okresu Jura-Nord vaudois.

## Obyvatelstvo
Z celkového počtu obyvatel je 93,3 % francouzsky mluvících, 2,9 % německy mluvících a 1,5 % španělsky mluvících (stav v roce 2000). V roce 1900 měl Fiez celkem 399 obyvatel, do roku 1970 se počet obyvatel snížil na polovinu na 209 obyvatel v důsledku silného vystěhovalectví, od té doby je patrný vzestupný trend.

## Hospodářství
Až do poloviny 20. století byla obec Fiez charakteristická především zemědělstvím. Poblíž mostu přes řeku Arnon pod obcí byla již v 16. století papírna a v 18. století barvírna. V 19. století zde byla továrna na čokoládu. V posledních desetiletích se Fiez vyvinul v rezidenční obec. V hospodářské struktuře má stále určitý význam zemědělství. V okolí obce převažuje orná půda a vinařství, na výšinách Jury pak chov dobytka a produkce mléka. Další pracovní místa jsou v místních malých podnicích. Více než 50 % pracovní síly však tvoří lidé dojíždějící za prací převážně do Yverdonu.

## Doprava
Obec se nachází mimo hlavní dopravní tepny na hlavní silnici z Grandsonu do Mauborget. Nejbližší napojení na dálnici A5 (Yverdon–Neuchâtel) je vzdáleno asi 4 km od centra obce. Fiez je napojen na síť veřejné dopravy prostřednictvím autobusové linky Postbus z Yverdonu do Mauborget.